# Тайнер, Маккой
Маккой Тайнер (англ. Alfred McCoy Tyner, 11 декабря 1938 — 6 марта 2020) — американский джазовый пианист, известный как своей работой в ансамбле Джона Колтрейна, так и сольной карьерой. Один из выдающихся представителей модального джаза и хард-бопа.

## Биография
Крупнейший американский джазовый пианист, получивший известность благодаря работе в составе квартета Джона Колтрейна (John Coltrane Quartet) и продолжительной сольной карьере.
Маккой был старшим из троих детей. Изучать игру на фортепиано начал по настоянию своей матери в 13 лет, и через два года музыка становится его страстью на всю жизнь. Большое влияние в этом раннем периоде на него оказали Бад Пауэлл, Телониус Монк и Арт Тэйтум. Маккой посещал местную общину мусульман Ahmadiyya Muslim Community и в 17-летнем возрасте обратился в ислам, получив новое имя Сулейман Сауд (Sulieman Saud). В этот период (в 1956) он познакомился с Джоном Колтрейном.
Музыкальная сцена Филадельфии была сильно укоренена в R&B. Многие джазмены начинали играть в составе R&B групп. В частности, Джон Колтрейн играл в одной из R&B групп под названием Daisy Mae and the Hep Cats как раз перед тем, как присоединиться к группе Майлса Дейвиса. В свою очередь, и Тайнер начинал в R&B группе под названием Houserockers. Колтрейн был на 12 лет старше Тайнера и был для него как старший брат. Отношения Тайнера и Трейна укрепились, когда в апреле 1957 Колтрейн покинул состав Майлса и вернулся домой в Филадельфию к своей маме Элис (Alice). В их доме было фортепиано, и Маккой играл там с Джоном. Мама Тайнера работала в салоне красоты косметологом, и в её салоне было пианино. Иногда Джон и Маккой с друзьями собирались там поиграть.
У Джона был приятель на севере Филадельфии — трубач и композитор Кол Мэсси. Он пригласил их в свою группу, в которой также играли альт-саксофонист Кларенс "Си" Шарп и Джимми Гаррисон. Некоторое время они выступали вместе в Филадельфии. Затем Джон вернулся в состав Дейвиса.
В конце 1959 Тайнер играл в составе группы Кёртиса Фуллера, в которую также входили Джимми Гаррисон, Тэд Джонс и Дейв Бэйли. В январе 1960 одно из их выступлений было записано и вошло в программу диска IMAGINATION. Но ещё до этой сессии Тайнера пригласил к себе Бенни Голсон, с которым они дали концерт в Филадельфии и затем уехали для выступления в Сан-Франциско. Голсону нравилось то, что делал Маккой на сцене, и он сказал: «Мы с Артом Фармером хотим собрать группу, и мне бы хотелось видеть тебя в её составе». Потом Тайнер познакомился с Фармером, и так родилась их группа Jazztet.
Первая известность к Тайнеру пришла именно в составе Jazztet Бенни Голсона и Арта Фармера. В начале 1960 Колтрейн сказал Тайнеру: «Я должен уйти от Майлса, мне действительно нужно сделать это. И я хочу, чтобы ты присоединился к моей группе». Летом 1960 Тайнер покинул состав Голсона и стал участником группы Джона Колтрейна для длительного ангажемента в клубе Jazz Gallery, заменив Стива Кана. Колтрейн сказал позже Нэту Хентоффу: «Я давно знал его и всегда чувствовал, что хочу играть с ним. Наши идеи переплетались и смешивались. Работать с Маккоем — это как примерять перчатки, которые тебе по руке». Трейн даже исполнял композиции пианиста, включая «The Believer».
Тайнер участвовал в записи чрезвычайно популярного альбома MY FAVORITE THINGS для лейбла Atlantic Records. Квартет Колтрейна, в составе которого также играли басист Джимми Гаррисон и барабанщик Элвин Джонс, практически безостановочно гастролировал с 1961 по 1965 и записал для лейбла Impulse! ряд альбомов, включая LIVE! AT THE VILLAGE VANGUARD (март 1962), BALLADS (февраль 1963), IMPRESSIONS (июль 1963), LIVE AT BIRDLAND (апрель 1964), CRESCENT (июль 1964), A LOVE SUPREME (февраль 1965) и THE JOHN COLTRANE QUARTET PLAYS (август 1965).
В этот же период Тайнер записал ряд влиятельных альбомов под собственным именем, участвовал в качестве сайдмена в записи многих студийных альбомов для лейбла Blue Note. Чтобы не нарушать контрактные обязательства перед Impulse!, его имя в списке исполнителей зачастую не упоминалось.
В конце 1965 Тайнер решает возглавить собственное трио. Его музыка становится более атональной и свободной. Он пытался добавить в свой состав исполнителя на перкуссионных, но тот сказал: «Я не вижу себя способным сделать хоть какой-то вклад в эту музыку… Всё, что я слышу — это сплошной шум. Я не испытываю никаких чувств к этого рода музыке, а если у меня нет чувств, я не играю». К 1966 Тайнер начинает репетиции с новым составом трио и продолжает развивать свою карьеру лидера.
Покинув группу Колтрейна, Тайнер с 1967 по 1970 записал серию альбомов в стиле пост-боп для лейбла Blue Note, в числе которых THE REAL MCCOY (1967), на котором к нему присоединились саксофонист Джо Хендерсон, басист Рон Картер и приятель по группе Трейна Элвин Джонс, TENDER MOMENTS (1967), TIME FOR TYNER (1968), EXPANSIONS (1968) и EXTENSIONS (1970). Далее он становится артистом лейбла Milestone, для которого создаёт серию превосходных альбомов: SAHARA (1972), ENLIGHTENMENT (1973) и FLY WITH THE WIND (1976), на котором были представлены флейтист Хьюберт Лоз, барабанщик Билли Кобем в сопровождении струнного оркестра.
Его музыка для лейблов Blue Note и Milestone часто несла в себе оттенки наследия квартета Колтрейна, в то же время он смело добавлял в свою палитру африканские и восточно-азиатские музыкальные элементы. В частности, на альбоме SAHARA (1972), который был номинирован на Grammy, Тайнер в дополнение к фортепиано, флейте и перкуссии использовал кото. Эти альбомы стали примером живого, инновационного джаза периода 1970-х, которые нельзя однозначно отнести ни к фьюжн, ни к фри-джазу. Диск TRIDENT (1975) представил Тайнера на клавесине (редком для джаза инструменте) и челесте (celesta) в дополнение к обычному для него роялю.
В 1980-х Тайнер продолжает регулярно выступать и записываться в основном в составе трио, участниками которого были Эйвери Шарп на басу и сначала Луис Хейес, а позднее Аарон Скотт на ударных. Он делает и сольные записи для Blue Note, начиная с диска REVELATIONS (1988) и продолжая с альбомом SOLILOQUY (1991). В дальнейшем Тайнер работает с лейблом Telarc, в его трио играют различные музыканты, включая басиста Чарнетта Моффетта и барабанщика Эла Фостера.
В 1995 Маккой Тайнер возвращается под опеку Impulse, для которого записывает превосходную работу с Майклом Брекером. В 1996 он записывает специальный альбом с музыкой Бёрта Бахараха. В 1998 он снова меняет лейбл и создаёт интересный альбом с музыкой латина и диск, на котором представлен Стэнли Кларк для TelArc.
Летом 2005 Тайнер объединяет свои усилия с Blue Note Jazz Club в Нью-Йорке и становится первым клиентом Blue Note Management. Тем летом Тайнер принял участие в уникальном проекте, включавшем выступление с танцором в стиле стэп Savion Glover с его септетом, основой которого стало его трио с добавлением ведущих духовиков.
Партнёрство с Blue Note привело к созданию его собственного лейбла звукозаписи, названного McCoy Tyner Music. Этот лейбл стал подразделением In-House — дочернего Blue Note лейбла Half Note Records. Лейбл стартовал 11 сентября 2007 с выходом диска Тайнера QUARTET, на котором представлены Джо Ловано, Крисчен Макбрайд и Джефф "Тэйн" Уоттс. Записанный инженером звукозаписи Филом Эдвардсом в Yoshi’s в Окланде в канун Нового 2006 года альбом наглядно показал, что Тайнер, единственный оставшийся в живых участник классического квартета Джона Колтрейна, находится в превосходной форме как композитор, исполнитель и руководитель своих составов.
В 2008 Тайнер совершил гастрольную поездку с квартетом, в составе которого были представлены саксофонист Гари Бартц с Джеральдом Кэнноном на басу и Эриком Камау Граваттом за барабанами. Второй релиз лейбла McCoy Tyner Music был назначен на лето 2008. На записи была представлена ритм-секция в составе с Роном Картером и Джеком Дежонеттом, сопровождавшая четверых современных гитаристов (и одно банджо): Билла Фризелла, Марка Рибота, Джона Скофилда, Дерека Тракса и Белу Флека. Набор состоял из CD и DVD, который был сделан таким образом, что зритель мог выбрать, на кого из музыкантов он хочет смотреть в студии во время исполнения каждой композиции.
В 2009 Тайнер выпустил третий диск на своём лейбле McCoy Tyner Music — его сольное концертное выступление в Сан-Франциско летом 2007.
МакКой был членом жюри на 6-й, 10-й и 11-й ежегодных церемониях вручения Независимой Музыкальной Награды (Independent Music Awards), которая вручается независимым артистам для поддержания их карьеры. В последние годы он писал аранжировки для биг—бенда, включая в них струнную секцию, и использовал не только джазовую, но и популярную музыку. За свою продолжительную карьеру Тайнер выпустил более 80 альбомов под своим именем, четыре раза был удостоен премии Grammy, а в 2002 был награждён почётным званием Мастер Джаза (Jazz Master) Национальным Фондом Искусств (National Endowment for the Arts). Он оказал влияние на целые поколения импровизаторов, продолжая оставаться скромным и духовно устремлённым человеком.